# Ана-телофазный метод анализа хромосомных аберраций
Ана-телофазный анализ — генетический тест, основанный на визуальном учёте хромосомных аберраций (повреждения хромосом) на стадии анафазы и телофазы митотического цикла клетки. Ана- телофазный анализ — простой, экономичный метод, который не требует знания кариотипа и идентификации хромосом. Он позволяет выявить лишь определенные типы хромосомных аберраций, но его чувствительность вполне достаточна для заключения «мутагенен» или «не мутагенен» фактор. Ана- телофазный анализ является достаточно чувствительным, корректным и удобным на первом этапе экотоксикогенетического исследования.

## История
Выбросы генотоксикантов в окружающую среду в результате антропогенной активности людей порождают необходимость в подходящих генетических тестах, чтобы оценить потенциальное воздействие данных факторов на экосистемы. Ана- телофазный анализ был описан как экспрессный и экономичный генетический тест. Среди наиболее ранних исследований, в которых данный анализ был применен, следует отметить эксперименты на луке (A. Levan). До настоящего времени применяется как основной метод генетического анализа для растительной тест-системы Allium test, в которой исследуется влияние различных генотоксикантов на клетки корневых меристем.

## Чувствительность и применимость
Ана-телофазный анализ высокочувствителен при тестах самой разной направленности. Будь то пробы субстратов из окружающей среды (вода, почва, донные отложения) или же вещества антропогенного происхождения, а также излучения различного спектра (как ионизирующие, так и неионизирующие). Кроме того достоинством данного анализа является его универсальность (он применим практически во всех случаях, когда идёт митоз) и простота в приготовлении препаратов, что очень важно при работе с клетками животных. Ана-телофазный анализ хромосомных аберраций на клетках лука (Allium cepa), рекомендован как инструмент цитомониторинга окружающей среды. Путём измерения генотоксичности, он способствует оценке степени экологического риска от средств бытового и промышленного назначения, постоянно внедряемых и становящихся все более важными в повседневной жизни.

## Техника проведения анализа
Включает анализ под микроскопом препарата клеток, зафиксированных и окрашенных на стадии пролиферации. Существует ряд вариаций ана- телофазного анализа. Так, согласно оригинальному варианту анализа, описанному Fiskesjo (1985 г.) на препарате подсчитываются первые 100 анафазных и телофазных клеток, из которых отмечаются аберрантные. Позднее стал применяться иной вариант И. М. Прохорова и соавт. (2003), который учитывает все анафазы и телофазы на препарате, среди которых отмечаются аберрантные. Пригодными для учёта хромосомных аберраций являются не очень ранние анафазы и ранние телофазы. Поскольку делящаяся клетка не всегда распластывается на препарате по продольной оси деления, то при отборе клеток, пригодных для подсчета хромосомных аберраций, надо принимать во внимание расстояние между дочерними ядрами — оно должно быть не меньше размера одного из них.

## Типы анализируемых аберраций
На стадии анафазы и телофазы подсчитываются две классические для данного анализа категории аберраций, представляющие собой отставший от полюсов хромосомный материал (ацентрические фрагменты и кольца, отставшие хромосомы) и мосты. Все они достаточно хорошо видны визуально и различимы. Очень часто в отдельную категорию включаются и подсчитываются отставания и забегания, указывающие на изменения ахроматинового веретена деления.
1. Ацентрические фрагменты и кольца могут быть одиночными и парными. Они располагаются между дочерними звёздами или в стороне от них. Основная задача сводится к распознаванию одиночности или парности и к отличию их от отставших хромосом. Одиночные фрагменты представляют собой фрагменты хроматидного происхождения. Потеря одного фрагмента из пары (хромосомного происхождения) — явление, очевидно, редкое, поскольку притяжение между сестринскими хроматидами сохраняется и на стадии анафазы. По этой же причине маловероятно предположение, что одиночный фрагмент может происходить за счет слияния сестринских хроматид парного фрагмента и развёртывания их по длине.
2. Парные фрагменты — это фрагменты изохроматидного или хромосомного происхождения. О соединении повреждённых концов сестринских хроматид, а не об отставшей хромосоме можно говорить только при условии, если парный фрагмент имеет дугообразный вид. Следует отметить, что оценка этого признака крайне затруднительна и поэтому не может проводиться во всех случаях.
3. Мосты иногда разделяют на хромосомные и хроматидные. Под хромосомным мостом понимают дицентрическую хромосому: он состоит из двух хроматид, чаще всего перекрещённых. Хроматидный мост — дицентрическая хроматида, поэтому он виден как одиночный. По «толщине» моста нельзя судить о его хромосомном или хроматидном характере. Не всегда можно дифференцировать зарактер моста и поэтому вряд ли целесообразно проводить такое разделение при использовании тотального метода окрашивания хромосом, не позволяющего идентифицировать отдельные хроматиды.
4. Отставшие хромосомы или хроматиды чаще всего распознаются легко, так как в них можно видеть центромеру либо неоднородность структуры, что нехарактерно для фрагментов. Наибольшие трудности возникают при необходимости отличить отставшую метацентрическую хроматиду от акроцентрической хромосомы. Вместе с тем ответ на этот вопрос важен, потому что в результате отставания хромосомы образуются две гипоплоидные клетки, а в результате отставания хроматиды одна гипоплоидная и одна нормальная клетка.

Абсолютного стандарта для учёта аберраций и для представления полученных результатов быть не может. На практике встречаются сочетания разных типов аберраций в одной и той же клетке. Теоретически можно ожидать любые сочетания аберраций. Основой этого является асинхронность редупликации наследственного материала. Кроме того попутно другие, реже встречающиеся типы аберраций, такие как мультиполярные митозы и полиплоидии, так же могут регистрироваться.

## Расчет частоты мутаций
| Обозначение | Характеристика | Расчёт |
| ----------- | --- | --- |
| ХА+отс.     | ХА+отс., % — частота хромосомных аберраций и отставаний Частота хромосомных аберраций и отставаний — рассчитывается как отношение суммы ана- и телофазных клеток, в которых были зарегистрированы нарушения, к общему числу проанализированных ана-телефаз. | {\displaystyle {\mbox{XA+otc.}}={\frac {\mbox{(XA+otc.)}}{\mbox{N(A+T)}}}*100\%} , где XA+отс. — сумма аберрантных клеток, находящихся на стадии ана- и телофазы, а N(А+Т) — общее число проанализированных анафаз и телофаз на препарате. |

### Преобразование
Частота хромосомных аберраций и отставаний может быть представлена в виде выраженности мутагенного эффекта, согласно системе интегральной оценки мутагенного эффекта.

## Рекомендации по проведению ана- телофазного анализа
Для большинства исследований можно рекомендовать следующее:
1. Важным условием при оценке типов (спектра и частоты хромосомных аберраций) является проведение их учёта в первом после действия мутагена клеточном делении. Это связано с тем, что значительная часть аберраций и аберрантных клеток элиминируется уже после первого деления или приобретает другой вид, хотя некоторые хромосомные аберрации, которые наблюдаются в виде мостов, могут сохраняться в течение 12—15 митотических циклов.
2. Не проводить анализ перестроек при наложении клеток и при нарушении целостности их оболочки.
3. Принимать во внимание все типы морфологических изменений, учёт которых возможен при данной методике.
4. Анализировать изменения поклеточно, то есть регистрировать в протоколе опытов сочетаемость аберраций, встречающихся в каждой клетке.
5. Клетки, в которых не удается определить тип аберраций, нужно относить к классу клеток с неразобранными аберрациями; их подсчитывать только в подсчёте общего количества аберрантных клеток.
6. Быть крайне осторожным при объединениях любого рода (например, данных по отдельным повторностям и данных аналогичных опытов, по точечным фрагментам и кольцам, по дицентрикам и сопутствующим ацентрикам и т. д.). Если правомочность какого-то объединения доказана для некоторого объекта или условий, то для других объектов и условий она должна специально проверяться.
7. При представлении данных в статье необходимо указывать число обследованных особей (или повторностей опыта), число проанализированных клеток, число каждого из учитываемых типов аберраций, типы аберрантных клеток и их частоту, число анеуплоидных клеток.

Для точного определения необходимо знать структуру кариотипа изучаемого вида растений или животных в норме.

## Методы и объекты на основе данного метода
- Allium test
- Vicia test